# پل دومانژ
پل دومانژ (فرانسوی: Paul Demange‎؛ ۱۲ آوریل ۱۹۰۱ – ۲۸ نوامبر ۱۹۸۳) یک هنرپیشه اهل فرانسه بود. 
از فیلم‌ها یا برنامه‌های تلویزیونی که وی در آن نقش داشته است می‌توان به میشل استروگف، سه تفنگدار، بچه‌های بهشت، آخرین داوری، آقای ونسان، هفت گناه کبیره، مادام دو باری اشاره کرد.